# Pseudopaludicola pocoto
Pseudopaludicola pocoto es una especie de anfibio anuro de la familia Leptodactylidae.

## Distribución geográfica
Esta especie es endémica de Brasil. Se encuentra en los estados de Ceará, Piauí, Río Grande del Norte, Paraíba, Pernambuco y Minas Gerais.

## Publicación original
- Magalhães, Loebmann, Kokubum, Haddad & Garda, 2014: A new species of Pseudopaludicola (Anura: Leptodactylidae: Leiuperinae) from northeastern Brazil. Herpetologica, vol. 70, n.º 1, p. 77–88.[3]